# Andrea Ferrari
Andrea Ferrari (Milão, 1 de junho de 1986) é um futebolista italiano, que joga no Atalanta BC como goleiro. Apesar de ter sido designado o camisa 1, ainda era o terceiro goleiro do Atalanta. Na temporada 2007/08, foi emprestado ao Monza.